# ポリアセタール

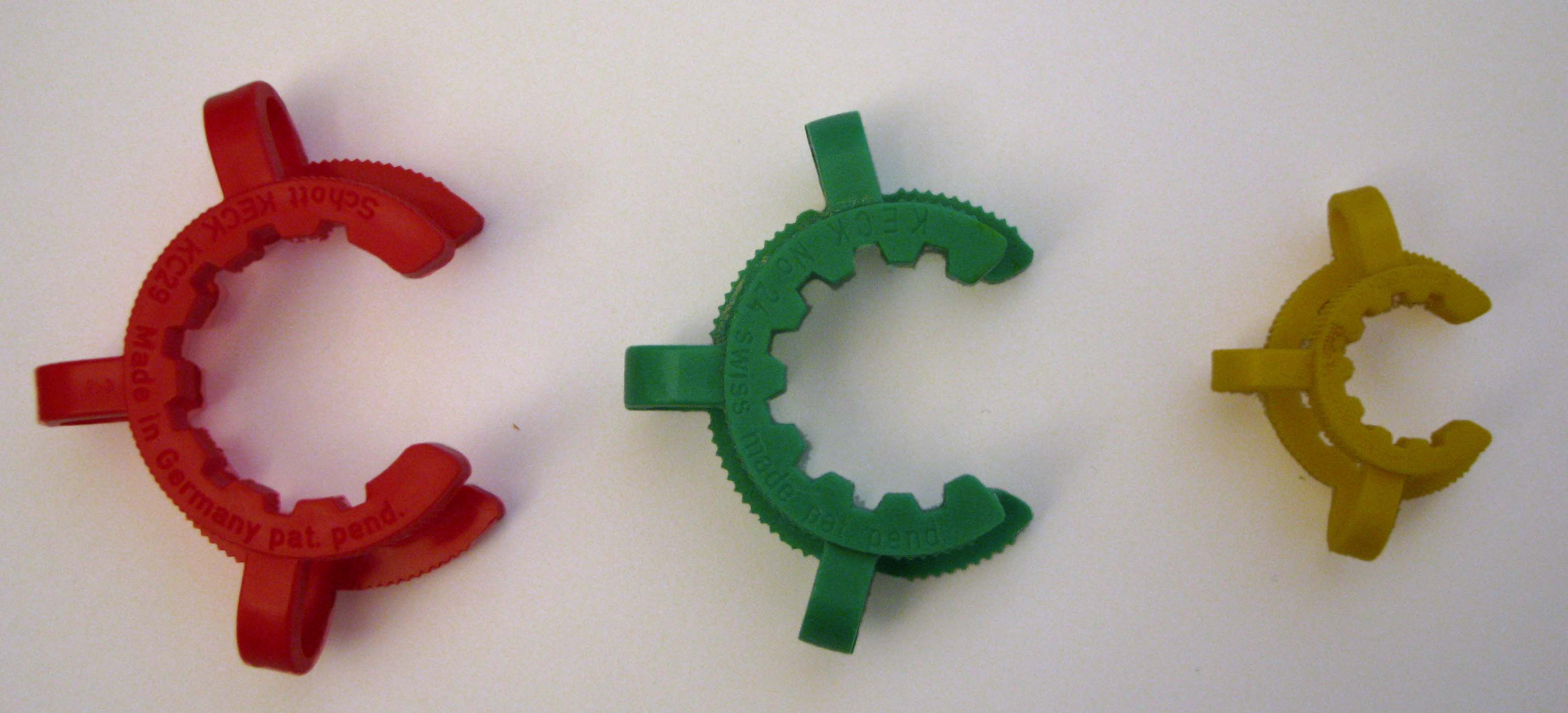
ポリアセタール樹脂製のケッククリップ

ポリアセタール (polyacetal) またはポリオキシメチレン (polyoxymethylene) とは、オキシメチレン (oxymethylene、−CH2O−) 構造を単位構造にもつポリマーであり、略号はPOMである。ホルムアルデヒドのみが重合したホモポリマー（パラホルムアルデヒド、[−CH2O−]n、均質重合体）と、約2モル % のオキシエチレン単位 (oxyethylene, −CH2CH2O−) を含むコポリマー（[−CH2O−]n[−CH2CH2O−]m、共重合体）の双方の製品があり、両者ともポリアセタール、またはアセタール樹脂、あるいはポリアセタール樹脂と呼ばれる。

## 製法
ホモポリマーは精製されたホルムアルデヒドより触媒存在下、アニオン重合により合成する。一方、コポリマーは1,3,5-トリオキサンとエチレンオキシドあるいは1,3-ジオキソランの混合物に、三フッ化ホウ素などのカチオン重合開始剤を添加した開環重合により合成する。
モノマーであるホルムアルデヒド、あるいは1,3,5-トリオキサンに水などの不純物（連鎖移動剤）が含まれていると、連鎖移動反応によりポリマー末端はオキシメタノール構造（−OCH2OH）となる。オキシメタノール構造は、融点以上になると末端からホルムアルデヒドが順次外れるアンジッピング反応（解重合）を引き起こしてしまう。ホモポリマーの場合は無水酢酸を用いたアセチル化などのエンドキャップ処理を施すことで、熱安定性が改善されている。また、コポリマーの場合は、融点以上で末端の不安定部 ([−CH2O−]nH) を解重合させて、安定な末端（−CH2CH2OH）で終わらせる処理が行われる。
近年では、モノマーであるホルムアルデヒド、あるいは1,3,5-トリオキサンから水などの不純物を取り除く、高度な精製技術が開発されている。ホモポリマーの場合には無水酢酸を連鎖移動剤としてホルムアルデヒドの重合を行うと、連鎖移動反応によりポリマー末端がアセチル基（−COCH3）でエンドキャップされた安定な重合体が得られる。また、コポリマーの場合はメチラール（CH3OCH2CH3）を連鎖移動剤として1,3,5-トリオキサンとコモノマーとの共重合を行うと、連鎖移動反応によりポリマー末端がメトキシ基（−OCH3）でエンドキャップされた安定な共重合体が得られる。
なお、オキシメチレン構造（−CH2O−）を繰り返し単位とする環状化合物には、3量体である1,3,5-トリオキサン、4量体である1,3,5,7-テトラオキサン、5量体である1,3,5,7,9-ペンタオキサンなどがある。また、ホルムアルデヒドの水溶液であるホルマリンを加熱し水を蒸発させた高濃度ホルマリンを固化させると、直鎖状の構造を持ったパラホルムアルデヒド（重合度8 - 100）が得られる。なお、一般にプラスチックとして使用されているポリアセタール樹脂（アセタール樹脂）の重合度は700 - 3,000程度である。

## 特徴
ポリアセタールは非晶部分と結晶部分が混在するために、強度、弾性率、耐衝撃性に優れたエンジニアリングプラスチックとして用いられる。また摺動特性に優れているため、軸受部品としても利用されている。分子構造に酸素原子が多く含まれているため酸素指数は15ないし16であり、最も燃えやすいポリマーのひとつである。
市販されているポリアセタールの例として、セラニーズ社のCelcon と Hostaform、デュポン社のデルリン（ホモポリマー）とポリプラスチックス社のDURACON（ジュラコン、コポリマー）、旭化成のテナック（ホモポリマー、コポリマーおよびブロックコポリマー）、三菱ガス化学のユピタール（コポリマー）などが挙げられる。
ホモポリマーであるデルリンを成形機で扱う場合には特に注意が必要である。故障等によって機械が停止し、融点以上の温度に長時間さらされると、アンジッピング反応（解重合）が引き起こされる場合がある。
ポリアセタールは一般に乳白色であるが、カーボンブラック、各種顔料等を配合することで着色が行われる。また、これら着色剤を高濃度で配合したマスターバッチも入手可能であり、成形時に配合して使用される。
成形の前に、80 - 90 ℃で3 - 4時間の乾燥（脱水）が推奨されている。

## 用途
エンジニアプラスチックの中では最も汎用性があり価格が安いため、家電や電気電子製品の各種外装・筐体・機構部品類、自動車パネルなど内装部品、文具・雑貨類、事用家具部材、ブラシの柄など用途は多岐に渡る。呼気による結露対策として、リコーダーをはじめとする木管楽器や金管楽器にも使用されている。
他にも模型の可動部部品や、樹脂製の鉄道模型の台車枠・連結器など、さまざまな用途で使用される。業界では一般的にジュラコンの名で親しまれている。

## 各社製造能力比
2014年現在の主なポリアセタール樹脂 (POM) 製造元および比率:
- ポリプラスチックス (DURACON) …… 18 %
- セラニーズ (Hostaform、Celcon) …… 15 %
- デュポン (Delrin) …… 10 %
- 韓国エンジニアリングプラスチックス[注 2] (Kepital) …… 8 %
- 三菱エンジニアリングプラスチックス[注 3] (Iupital) ……  7 %
- 旭化成 (Tenac, Tenac-C) …… 4 %
- クオドラントポリペンコジャパン[注 4]
- 中国各社 …… 26 %

括弧書き内はポリアセタールの各企業の商標、続くパーセンテージはシェアである。